# Danefæ
|  | For tv-serien Danefæ se Danefæ (tv-serie) |
Danefæ (fra oldnordisk dánarfé) er genstande fra fortiden, herunder alle mønter, der er fundet i Danmark, hvortil ingen kan godtgøre sin ret som ejer, og som er fremstillet af værdifuldt materiale eller har særlig kulturhistorisk værdi. Sådanne genstande tilhører staten og skal afleveres til Nationalmuseet.

## Historie
Bestemmelserne om danefæ kan følges tilbage til de middelalderlige landskabslove, f.eks. Jyske Lov, 1241, der bestemmer at hvad ingen ejer, det ejer kongen. Finder nogen mand guld eller sølv i høje eller efter plov eller på nogen anden måde, da skal kongen have det. Den første 'moderne' rigslov, Christian 5.'s Danske Lov, 1683 har nogenlunde samme bestemmelse i 5. bog, 9. kapitel, artikel 3.{{efn|"Guld og sølv som findes enten i høje eller efter ploven eller andetsteds og ingen kender sig ved kaldes danefæ og hør Kongen til og ingen anden."
I de følgende hundrede år udvides bestemmelserne til også at gælde andre genstande end ædelmetal, og i en kongelig forordning af 1737 og en såkaldt Placat (cirkulære) af 7. august 1752 indskærpes igen at: Guld, sølv, metal og anden skat, som findes enten forborget (dvs. skjult) i jord, mark eller hus eller andetsteds, og som ingen kender sig ved, det kaldes Danefæ, og hører kongen alene til og ingen anden.
Særlig interessant er beslutningen om at honorere finderen: Hvo, som måtte finde gamle mønter og andet, som formeldelst det ælde og særdeles beskaffenhed af nogen rarhed (dvs. sjældenhed) kan anses, skal imod at samme til Vores rentekammer behørigen indsendes, derfor af Vores kasse nyde, efter dets værd fuldkommen betaling....
På dette tidspunkt ændres Danefæ-begrebet altså til også at gælde 'rare' sager generelt, altså fund med historisk værdi, ligesom finderen for sin ulejlighed kan forvente belønning, og i modsat tilfælde forvente straf, hvis fundet ikke indleveres, eller behandles utilbørligt (f.eks. ødelægges ).
Da Kunstkammeret blev nedlagt i begyndelsen af 1800-tallet, overgik samlingerne, der oprindelig havde været kongens ejendom, til staten. 1807 blev Den Kongelige Kommission til Oldsagers Opbevaring nedsat, hvilket var begyndelsen på Nationalmuseet. Danefæ-bestemmelserne er siden, stort set uændret, blevet varetaget af denne institution.
Det er Nationalmuseets direktør, Rigsantikvaren, der på vegne af samfundet og kongemagten håndhæver bestemmelserne.
Den moderne version af Danefæ-lovgivningen har fremmet en blomstrende amatørkultur inden for brug af metaldetektorer i Danmark, hvilket har bidraget til at opdage og bevare et stort antal genstande. I mange tilfælde har Danefæ-fund gjort af amatørdetektorførere ført til opdagelsen af hidtil ukendte arkæologiske lokaliteter. Danmarks lovgivning omkring amatørarkæologi står i skarp kontrast til nærliggende lande, såsom Sverige, hvor det er forbudt at gå med metaldektektorer for amatørarkæloger er forbudt.

## Gældende lovgivning
Dette afsnit eller denne liste er kun påbegyndt. Hvis du ved mere om emnet, kan du hjælpe Wikipedia ved at tilføje mere.

Området reguleres bl.a. af museumsloven og hittegodsloven.[kilde mangler]
Ved revision af naturfredningsloven i 1969, blev der i kapitel 7 tilføjet følgende bestemmelse: Findes der under et jordarbejde grave, gravpladser, bopladser, ruiner eller andre jordfaste fortidsminder, skal arbejdet standses i det omfang, det berører fortidsmindet. Fundet skal straks anmeldes til rigsantikvaren, og de fundne genstande skal efter anmodning afleveres til samme.

## Klassificering af danefæ
Danefæ omfatter tre grupper eller klasser:
1) Eksklusivt danefæ. Fund af guld og sølv, og fund hvor disse indgår. Ligeledes forarbejdet rav, elfenben og ædle stene, mønter af enhver art og hvilket som helst materiale.
2) Fund af anden slags metal, kobber, tin, bronze, jern m.v. Desuden glas. Det er afhængigt at karakter og omstændigheder, om fund af denne klasse, ubetinget er danefæ.
3) Fund af organisk materiale såsom ben, tak, træ, skind etc. eller uorganiske som flint, sten, ler m.v.
Hertil er indenfor de senere år blevet tilføjet bestemmelser om Danekræ, der dækker over zoologiske og naturhistoriske sjældenheder.